# Diplomeris hirsuta
Diplomeris hirsuta är en orkidéart som först beskrevs av John Lindley, och fick sitt nu gällande namn av John Lindley. Diplomeris hirsuta ingår i släktet Diplomeris och familjen orkidéer. Inga underarter finns listade i Catalogue of Life.